# Свети Лазар (Солун)
„Свети Лазар“ (на гръцки: Αγίου Λαζάρου) е гробищна църква в македонския град Солун, Гърция. Построена е в 1900 година от българската община в града под името „Свети Павел“.

## История
Църквата „Свети Павел“ е малък параклис, който Солунската българска община издига след закупването в 1900 година на допълнителен парцел до централните български гробища. Те са се намирали в източната част на града, непосредствено до крепостната стена, до гръцкото гробище „Свето Благовещение“ (Евангелистрия). Българската община успява да издейства ферман за църквата, издаден на името на екзарх Йосиф I.
След попадането на Солун в Гърция след Междусъюзническата война църквата е преименувана на „Свети Лазар“. 
- Рапорт от Тодор Недков, генерален консул в Солун до премиера Васил Радославов за изравянето на българските гробове в централните български гробища в Солун и завземането на гробищната църква-параклис „Свети Павел“ от гърците